# 防水工事
防水工事（ぼうすいこうじ）。本項では、建築物の防水について述べる。

## 概要
建築物における防水とは、降雨水や生活用水などを遮断し、漏水を防ぐことを目的としている。建物外部の水が室内に侵入するには、「水が存在すること」「水が通過する隙間があること」「水を移動させる力が働くこと」の3つの条件があり、いずれか1つを除くことにより、水の侵入を防ぐことが出来る。防水工事ではこのうち隙間・移動力を防ぐ。形状により大きく分けて、面状のメンブレン防水と線状のシーリング防水とに分けられる。防ぐべき水と、関係する部位は概ね下記の通りとなる。
- 降雨水
  - 雨、雪など
  - 屋根・屋上、ベランダ・バルコニー、外壁、窓枠周辺
- 生活用水
  - 上下水道、風呂水、洗濯水、調理用水など
  - 浴室、台所、便所、受水槽など
- 地下水
  - 地下部分
- 産業用水
  - 人工池、プールなど

## メンブレン防水
メンブレン（en:membrane）とは膜を意味し、メンブレン防水は、不透水性の膜を防水が必要な箇所に形成することをいう。施工形態により、液状の樹脂類を用いる塗膜防水工法、予め膜状となっているものを現場で貼り付けるシート防水工法、膜状のものを液状のもので間隙無く張り合わせる複合防水工法とに分けられる。

### シート防水工法
合成ゴム系防水層
加硫ゴムシート1枚を接着剤で張り付け、またはビスや金属プレート等で固定する。下地の動きに対しての適応性があり、ALCパネル等の防水に適する。厚みが薄いため鳥のついばみ等で損傷を受けやすい、表面の歩行に適さないなどの欠点も持つ。
塩化ビニル系防水層
合成ゴム系と同様、1枚もののシートを接着、または固定する。接合強度が強く、表面の軽歩行が可能である。シート同士の接合には熱風溶着機も利用されている。
ポリオレフィン系防水層
シートを接着、または固定する。下地の動きに対しての適応性がある。通常は露出仕上げとし、表面の歩行は適さない。シート同士の接合には熱風溶着機も利用されている。
エチレン酢酸ビニル樹脂系防水層
ポリマーセメントペーストを接着剤とし、シートを張り付ける。湿式工法であり、下地の乾燥を必要としない。表面に直接モルタル塗りができ、水槽類や地下の防水にも適する。シート同士の接合には熱風溶着機も利用されている。

### 塗膜防水工法
ウレタンゴム系防水層
補強布と組み合 わせて、所定の厚さに塗りつけて防水層を作る塗布工法と、超速硬化ウレタンを吹き付けて防水層を作る吹き付け工法とがあり、双方とも露出仕上げで表面での歩行・運動に適する。塗布工法では施工時の天候に左右されるが、吹き付け工法では瞬時に硬化するため、天候による品質の変化は生じにくい。
ゴムアスファルト系防水層
補強布または改質アスファルト系シートと組み合わせる塗布工法と、ゴムアスファルト系吹き付け用乳剤を用いる吹き付け工法とがある。前者は作業の安全性は高いが、硬化に時間を要する。通常、表面は保護仕上げとする。後者は下地への密着力が強く、万一防水層に穴が開いても損傷が周囲に広がりにくい。
FRP系防水層
ポリエステル樹脂を塗布した上にガラスマットを貼り、その上から防水用ポリエステル樹脂を含浸・硬化させ、さらにポリエステル樹脂を塗布して防水層を構成する。ウレタンゴム系防水層の上にFRP系防水層を積層する複合工法もある。露出仕上げで表面の歩行が可能。非常に硬く、下地への接着力が強いため下地の動きに追従できない欠点もある。（FRP防水も参照）
アクリルゴム系防水層
主成分は高級アクリル酸エステルであり、防水層の伸び性能は良好で下地の動きに追従できる。塗布工法・吹き付け工法があり、補強布は使用しない。一般には、外壁の防水に用いられる。
セメント系防水層
水槽や地下での防水に用いられ、下地は原則として現場打ちのコンクリートに限定される。防水剤を混入したモルタルを施工する方法、ケイ酸質の防水剤を塗布してコンクリートの空隙を埋める工法、ポリマーエマルションをセメントの水和反応で凝固させる工法がある。

### アスファルト系防水層
熱工法、トーチ工法、常温工法とがあり、熱工法などは複合防水工法の一種であると言える。
熱工法
熱風溶着機で加熱・溶融したアスファルトで2~4枚のアスファルトルーフィングシートを積層する方法。工程後短時間に硬化して防水性能を発揮する反面、220℃~270℃と高温での作業を必要とするため火災や作業員の火傷、特有の臭気を放つという欠点を持つが、炎を出さず1人で高速に作業できるという長所もある。
トーチ工法
1~2枚の改質アスファルトルーフィングシートをバーナーであぶり、溶かしながら張り付ける。段取りが簡単な反面、作業に熟練を要する面もある。通常は加熱と加圧を分担する為、2名の作業となる。炎、臭気を発生する。
常温工法
下地にプライマーを塗布・乾燥させた後に改質アスファルトルーフィングシートを張り付け、ローラーで圧をかけ接着させる方法、改質アスファルトルーフィングシートを常温・液体のゴムアスファルトで接着する方法とがあるが、後者は施工例が少ない。前者は、加熱や有機溶剤を必要としないので安全性が高い反面、低温時には粘着面が硬くなり、接着しにくい点もある。

## 浸透性防水
主に建物の地下や各種水処理施設（下水道・水槽・貯水池など）、土木分野（橋梁・港湾施設など）のコンクリート建造物を対象とする。
- 躯体に防水材を塗布浸透させることにより、内部が緻密化することによるもの
- 防水材をコンクリート混練時に混入し躯体の水密性を高めるもの

など、いくつかの方法が存在し、近年は躯体保護材としての利用にも効果があると、外壁などにも積極的に使用されている。

## シーリング防水
外壁と窓枠や、プレキャストコンクリート相互間を目地状に塞ぐことを指す。ペースト状のものを充填して仕上げる不定形シーリング材と、予め成形されたものをはめ込む定形シーリング材（ガスケット）とに分けられる。

### 不定形シーリング材
シリコーン系
耐候性、ガラスへの接着に優れ、金属・ガラスカーテンウォールに適する。但し、汚れが付着しやすく目地周辺を汚染しやすい、表面に仕上げ材が付着しにくいなどの欠点も併せ持つ。
変成シリコーン系
耐久性、目地周辺への汚染防止性に優れているが、ガラスへの接着はやや劣る。
ポリイソブチレン系
耐久性・汚染防止性に優れ、幅広い用途に使うことが出来るが、開発されてから日が浅いため、外装材への接着性等に関しては、事前に確認することが望ましい。
ポリサルファイド系
汚れが付着しにくく、目地周辺の汚染が少ないため、石材やタイルの目地に適する。但し、耐疲労性が劣るので、カーテンウォールなど動きのある部位に用いると寿命が短くなることがある。
ポリウレタン系
耐熱性・耐候性・ガラスとの接着性は劣るが、表面に多くの仕上げ塗装を施すことができ、これにより耐熱性・耐候性を補うことが可能である。
アクリルウレタン系
ポリウレタン系と類似した性質を持ち、コンクリート系の目地に適する。
アクリル系
エマルションタイプであり、未硬化時の雨水による流失や氷点下での凍結などの問題があるが、引張応力が低く、多くの仕上げ塗装が可能で、耐久性もあることから主にALCの目地に使われている。
ブチル系
溶剤系であり、主にシート防水の継ぎ目に使われるが、建築物自体に使われることは稀である。

### 定形シーリング材
シリコーンゴム
耐候性や耐熱老化性に優れるが、耐摩耗性は劣る。
エチレンプロピレンゴム 
黒色のものは耐候性や耐熱老化性に優れる。着色すると性質が低下する。
クロロプレンゴム
耐候性や耐薬品性に優れ、耐炎性がある。黒色での使用が望ましい。
塩化ビニル
耐候性や耐薬品性に優れ、耐炎性がある。加工や着色は自由である。
サーモプラスチックエラストマー
耐候性や耐熱老化性に優れる。

## 金属防水
金属防水は、強度が大きく耐久性に優れた塩ビ鋼板（いわゆるカラー鋼板）や溶融亜鉛めっき鋼板（いわゆるトタン板）を用いた工法で、軽量かつ強靭で耐水性・耐食性・耐候性に優れていることが特長である。
金属防水は、木造住宅バルコニーや屋上などの防水として多く使用されているが、これは木造の揺れや、地震に強くメンテナンスが必要でない事が理由である。